# Ролланд, Ален
Ален Колм Пьер Ролланд (англ. Alain Colm Pierre Rolland, родился 22 августа 1966 года в Дублине) — ирландский регбист и регбийный судья. Известен по выступлениям за «Ленстер» как игрок и по работе на матчах чемпионатов мира 2003, 2007 и 2011 годов. Судил финал чемпионата мира 2007 года и был помощником судьи на финале 2011 года. Судейскую карьеру завершил по окончании сезона 2013/2014.

## Игровая карьера
Ролланд выступал на позиции скрам-хава, выступал за ирландские клубы «Ленстер» (40 игр) и «Блэкрок Колледж» и английский «Мозли» (11 игр в сезоне 1996/1997). За сборную Ирландии провёл три матча, дебютировав 27 октября 1990 года в игре против Аргентины и выйдя в основном составе. В 1994 и 1995 годах он выходил на замену в матчах против Италии и США. В 1993 году он некоторое время был тренером женской сборной Ирландии, а также числился в заявке сборной по регби-7 на Кубок мира в том же году — в составе сборной по «семёрке» стал бронзовым призёром Кубка мира.

## Судейская карьера
После начала профессиональной эры в регби Ролланд стал регбийным арбитром. Первый матч он отсудил 19 сентября 2001 года в Кардиффе на стадионе «Миллениум», когда сборная Уэльса обыграла команду Румынии со счётом 81:9. Через полгода он провёл в качестве судьи свой первый матч Кубка шести наций между Францией и Шотландией на «Маррифилде» (победа Франции 22:10), в июле 2003 года отработал на первом матче Кубка трёх наций между командами Новой Зеландии и ЮАР (победа новозеландцев 52:16).
В 2003 и 2007 годах Ролланд работал судьёй на чемпионатах мира по регби. В 2007 году ему доверили обслуживать финал чемпионата мира между Англией и ЮАР. В 2011 году он был включён в заявку из 10 арбитров вместе с другим ирландским судьёй Джорджом Клэнси на чемпионат мира и отработал там в качестве помощника судьи.
22 февраля 2014 года Ролланд отсудил свой последний матч с участием сборных: команда Уэльса нанесла поражение Франции со счётом 27:6 в матче Кубка шести наций в Кардиффе на «Миллениуме», а 24 мая 2014 года завершил карьеру последним своим матчем — финалом Кубка Хейнекен на том же «Миллениуме».
Ролланд — член судейского корпуса Ленстера. С марта 2016 года официальный представитель судей World Rugby на матчах по регби-15 среди сборных хай-перфоманс-класса. Официально работает ипотечным брокером в Дублине.